# ヘルマン・アールブルク
ヘルマン・アールブルク（Hermann Ahlburg、1850年4月7日 - 1878年8月29日）は、明治時代にお雇い外国人として来日したドイツの生物学者である。姓はアールブルグとも表記される。

## 経歴・人物
ヴュルツブルク大学でユリウス・フォン・ザックスの指導を得て博士号を取得。
1876年（明治9年）に帰国した同郷で同じ生物学者であったフランツ・ヒルゲンドルフの後任として日本政府の招聘により来日、東京医学校（現在の東京大学医学部）で動物学や植物学等生物に関する学問の教鞭を執った。また、ニホンコウジカビを発見し学名を付ける等菌に関する研究も行った。
その後関東地方を中心に生物調査及び研究に携わるのための旅行をした。筑波山で初の植物を報告したりする等、日本の生物における西洋化に貢献した。しかし、滞日中の1878年（明治11年）に日光で赤痢により夭逝した。なお、アールブルクの墓は横浜外国人墓地に所在する。